# Incontro in Egitto
Incontro in Egitto (Moon Tiger) è un romanzo di Penelope Lively del 1987, pubblicato in Italia anche con il titolo Una spirale di cenere. Il romanzo ha vinto il Booker Prize nel 1987.
La storia è narrata da molteplici punti di vista e si muove avanti e indietro nel tempo. Il romanzo comincia come la storia di una donna che, sul letto di morte, decide di scrivere una storia del mondo, per proseguire come una storia d'amore, incesto e desiderio di essere riconosciuto come una moderna donna indipendente.

## Edizioni
- Penelope Lively, Incontro in Egitto, Guanda, 2005,  p. 213, ISBN 88-8246-660-4.